# 倪鏞
倪鏞（1440年—？），字廷器，河南南陽府鎮平縣人，民籍。明朝政治人物。進士出身。

## 生平
河南鄉試第三十四名。成化八年（1472年）壬辰科會試第一百五十三名，殿試登進士第三甲第一百六十三名。

## 家族
曾祖父倪賢。祖父倪敬，曾任經歷。父亲倪忠。